# Trio (música)
Trio é um termo utilizado na música para indicar um grupo com três compositores, instrumentistas ou cantores.